# Spinea
Spinea és un municipi italià, situat a la regió del Vèneto i a la ciutat metropolitana de Venècia. L'any 2004 tenia 24.603 habitants. Limita amb els municipis de Martellago, Mira, Mirano i Venècia

## Administració
| Període | Identitat       | Partit      |
| ------- | --------------- | ----------- |
| 2007-   | Claudio Tessari | Centredreta |